# إيتان فينالي
إيتان فينالي (بالإنجليزية: Ethan Finlay)‏ (6 أغسطس 1990 بدولوث في الولايات المتحدة - ) هو لاعب كرة قدم أمريكي في مركز الوسط. شارك مع منتخب الولايات المتحدة لكرة القدم. أما مع النوادي، فقد لعب مع كولومبوس كرو ومينيسوتا يونايتد وChicago Fire U-23 ‏.

## وصلات خارجية
- إيتان فينالي على موقع الدوري الأمريكي (الإنجليزية)
- إيتان فينالي على موقع قاعدة بيانات كرة القدم.إي يو (الإنجليزية)
- إيتان فينالي على موقع ناشيونال فوتبول تيمز (الإنجليزية)
- إيتان فينالي على موقع Soccerbase.com (لاعب) (الإنجليزية)
- إيتان فينالي على موقع Soccerway.com (الإنجليزية)
- إيتان فينالي على موقع عالم كرة القدم.نت (الإنجليزية)
- إيتان فينالي على موقع AS.com (الإسبانية)